# Storm (seriefigur)

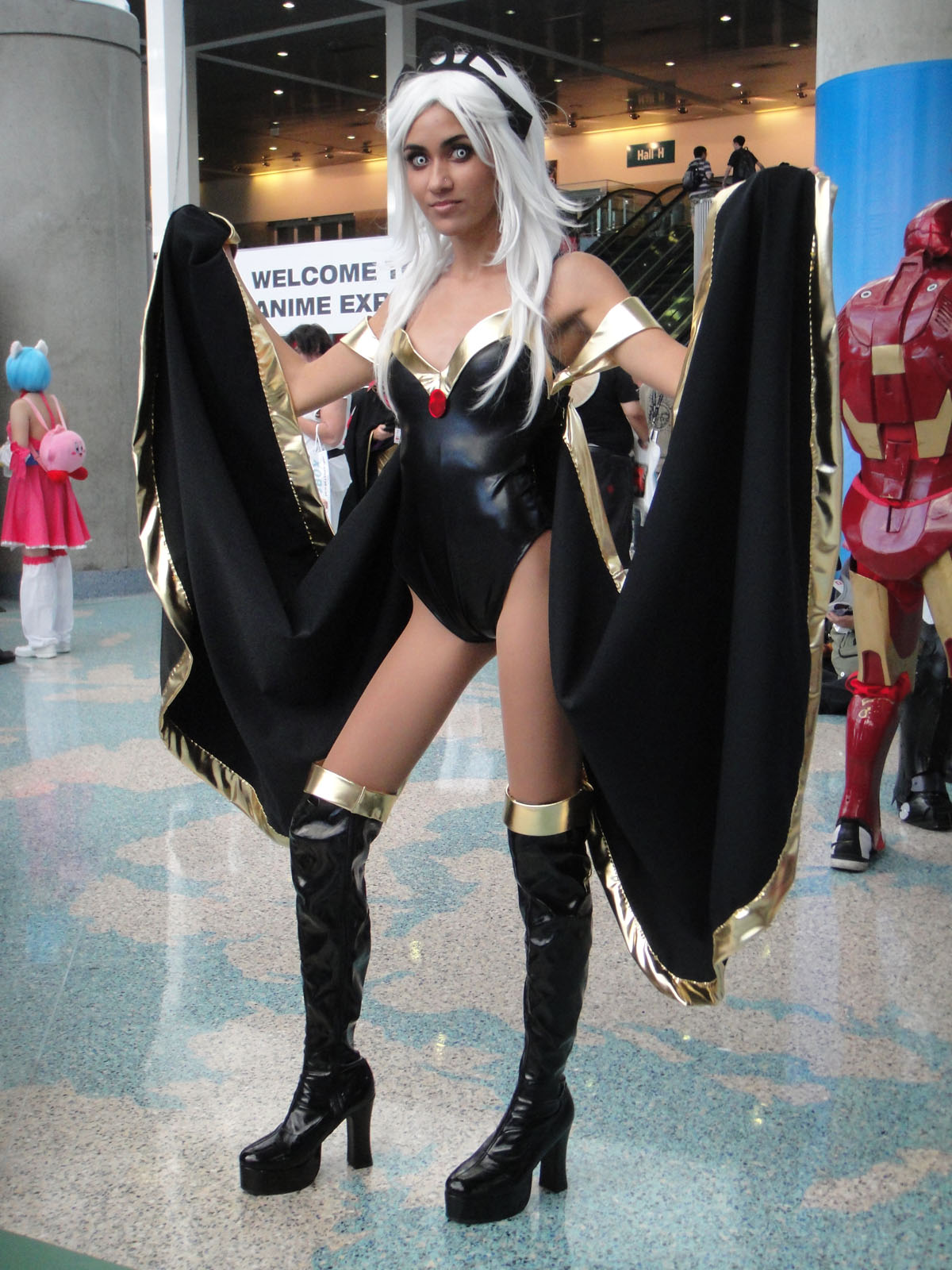
En person utklädd till Storm

Storm är en superhjältinna som är medlem av supehjältegruppen X-Men skapad av Marvel. Hon är även känd som Ororo Munroe. Hennes förmåga ger henne möjlighet att kontrollera vädret i en begränsad miljö samt att flyga. Hon föddes i USA men flyttade som liten till Kairo där hennes föräldrar dog i ett kollapsat hus, vilket lett till att hon lider av cellskräck.
Efter att ha klarat sig själv som ficktjuv i städerna och senare på de afrikanska savannerna där hon blivit dyrkad som en gudinna, rekryterades hon till Professor X skola för begåvade ungdomar. Storm förlorade för ett tag sina gudinneliknande krafter på grund av ett vapen utvecklat av Forge vilket ledde till en del drastiska förändringar i hennes utseende och beteende. Med tiden lyckades hon dock få tillbaka dem.

## Filmografi
Spelas i X-Men-filmserien av Oscarsvinnande skådespelerskan Halle Berry. I X-Men: Apocalypse spelas Storm av Alexandra Shipp.
- X-Men (2000)
- X2: X-Men United (2003)
- X-Men: The Last Stand (2006)
- X-Men: First Class (2011, cameo)
- X-Men: Days of Future Past (2014)
- X-Men: Apocalypse (2016)
- Deadpool 2 (2018, cameo)
- X-Men: Dark Phoenix (2019)